# Sevenans
Sevenans è un comune francese di 766 abitanti situato nel dipartimento del Territorio di Belfort nella regione della Borgogna-Franca Contea.

## Galleria d'immagini

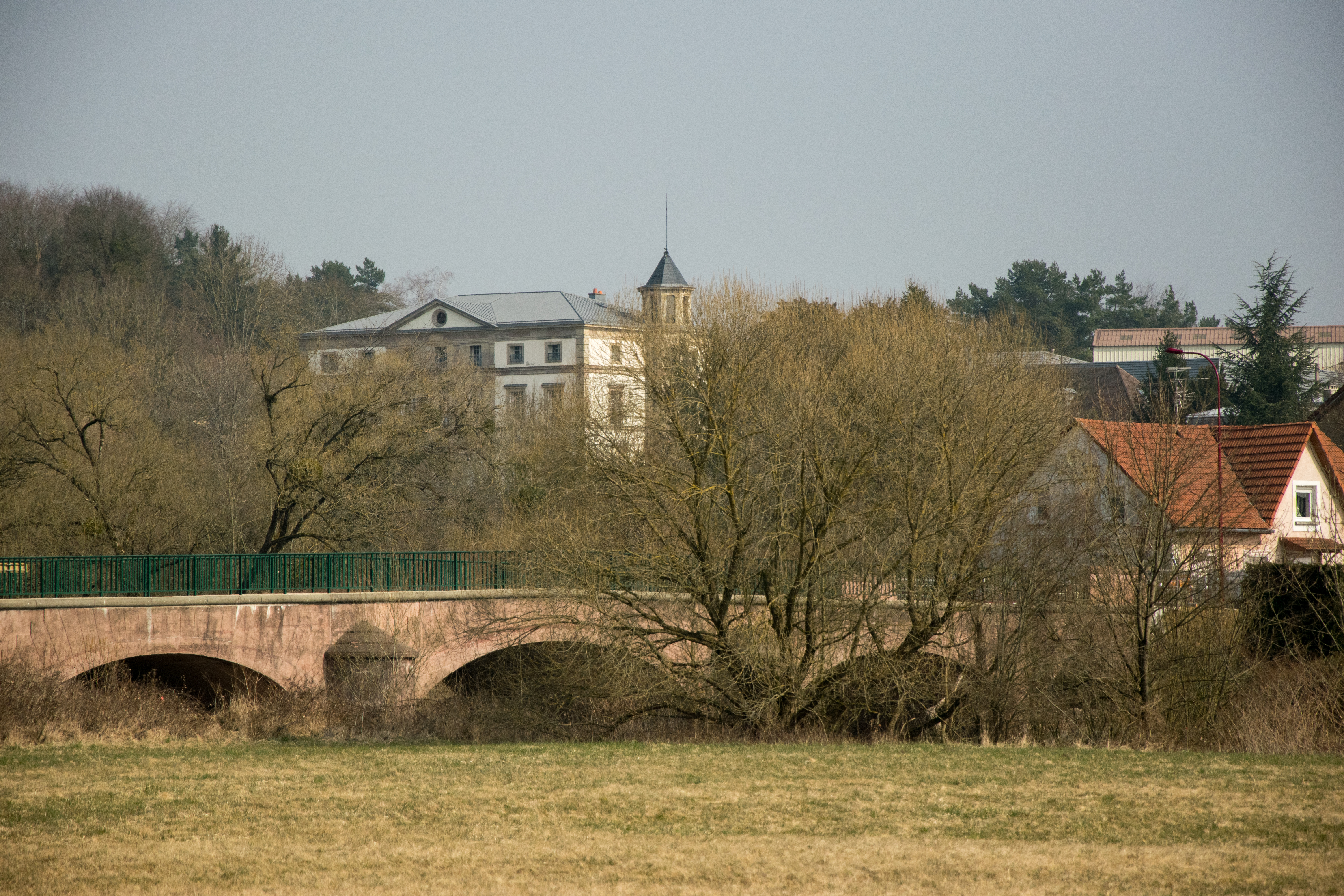
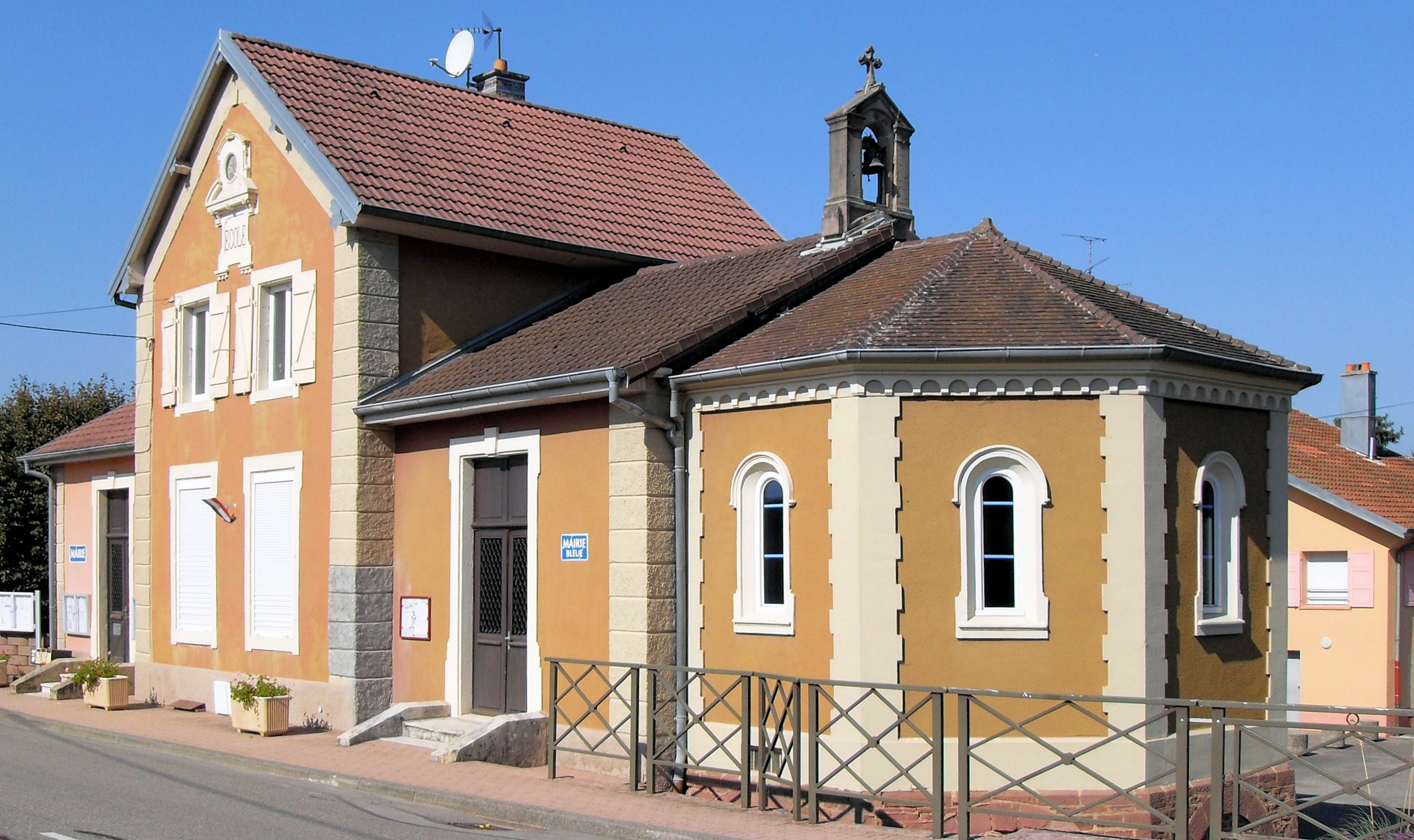
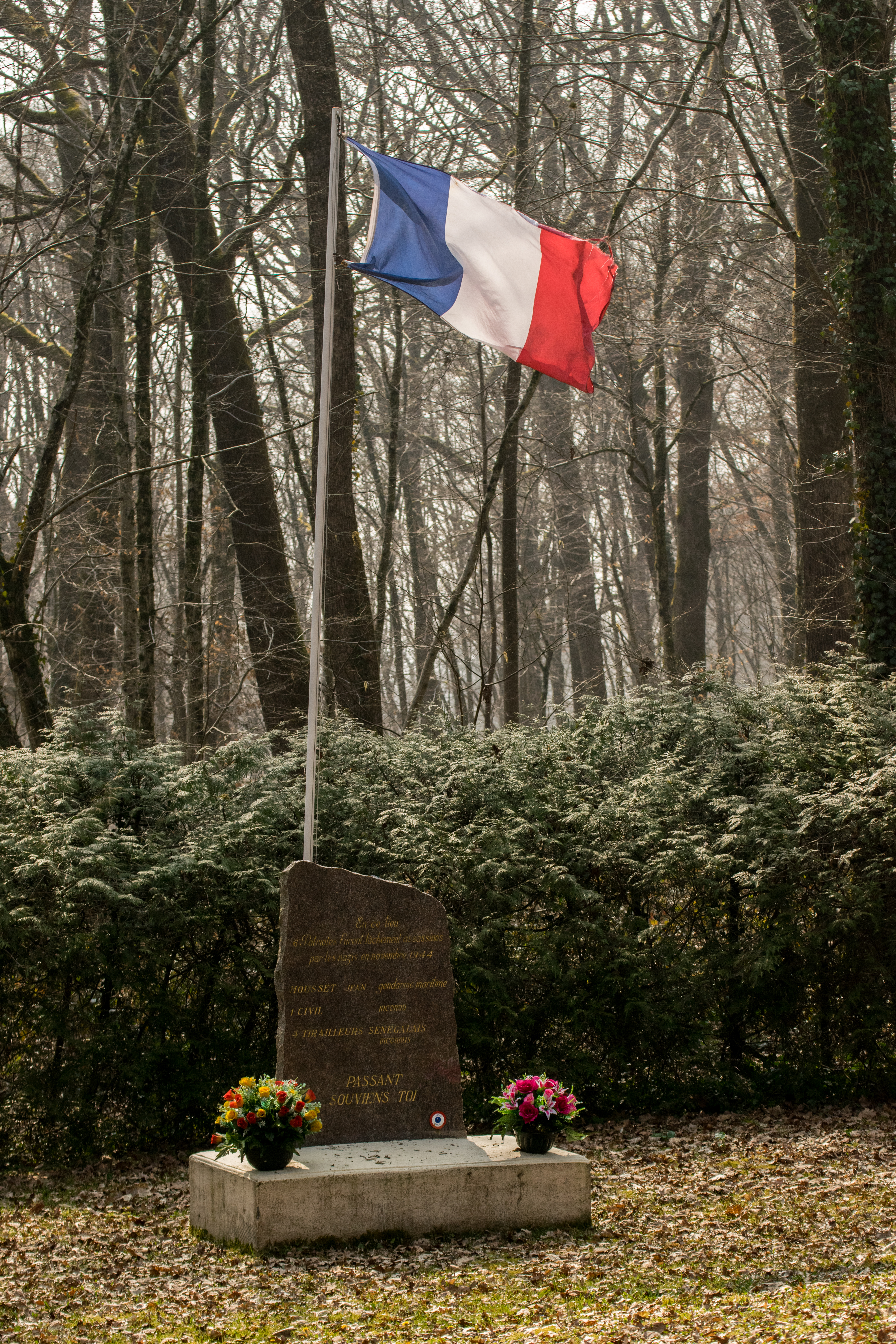

## Società

### Evoluzione demografica
Abitanti censiti